# Partito Laburista Rivoluzionario Personalista
Il Partito Laburista Rivoluzionario Personalista (in vietnamita: Cần-lao Nhân-vị Cách-mạng Ðảng) o chiamato semplicemente anche come Partito Laburista è stato un partito politico sudvietnamita formato nei primi anni cinquanta dal presidente Ngô Đình Diệm e dal fratello consulente del regime Ngô Đình Nhu.

## Storia
Nel 1953, un gruppo di politici tra cui Ngô Đình Diệm, Ngô Đình Nhu, Trần Trung Dung, Trần Chánh Thành, Huỳnh Hữu Nghĩa, Ngô Đình Cẩn, Nguyễn Đình Thuần chiesero il permesso di fondare ad Hanoi un'organizzazione politica chiamata Partito dei Lavoratori-Contadini (Công-nông Chánh-đảng, 工農政黨). Nel 1955, il Segretario Generale Ngô Đình Nhu cambiò il nome dell'organizzazione in Partito Laburista Rivoluzionario Personalista (Cần-lao Nhân-vị Cách-mạng Ðảng, 勤勞人位革命黨). Al momento della sua nascita, i principi e gli obiettivi del Partito Laburista Rivoluzionario Personalista hanno attratto anche molti ex membri del partito comunista ad aderirvi. Questo fu il motivo per cui Ngô Đình Diệm (fazione centrale) e Nguyễn Ngọc Thơ (fazione meridionale) vinsero quasi completamente le elezioni nel 1955, anche se c'erano alcuni sospetti di frode.
Il partito era basato su organizzazioni di massa e da reti segrete come strumenti effettivi. Il Partito Laburista gioco un ruolo considerevole nel creare una base politica per il potere di Ngô Đình Diệm e lo aiuto nel controllare tutte le attività politiche sudvietnamite. La dottrina del partito era basata sulla "Teoria della Dignità della Persona" di Ngô Đình Nhu e sul Personalismo di Emmanuel Mounier.
Partito Laburista Rivoluzionario Personalista è il predecessore e la forza centrale del Movimento Rivoluzionario Nazionale (Phong-trào Cách-mạng Quốc-gia, 國家革命風潮), fondato nel 1954. Secondo la descrizione di Lê Xuân Nhuận, la sua forma organizzativa è stata adattata dalla Révolution nationale. Dal 1956 le riunioni centrali del Partito Laburista Rivoluzionario Personalista si identificano infatti con la direzione e la guida delle attività del Movimento Rivoluzionario Nazionale.
Dal 1960 al 1963 fu il periodo di punta del Movimento Rivoluzionario Nazionale. Tuttavia, il colpo di stato della fine del 1963 provocò l'immediato scioglimento di questa organizzazione. Nel 1962, durante una riunione del Partito Laburista Rivoluzionario Personalista, il presidente Ngô Đình Diệm volle che la bandiera del Movimento Rivoluzionario Nazionale sostituisse la bandiera gialla della Repubblica del Vietnam. Tuttavia, poiché la sua forma era abbastanza simile alle bandiere del movimento comunista, i delegati non approvarono.
Poiché a quel tempo il parlamento del Vietnam del Sud non era ancora stato diviso in una camera alta e una camera bassa, le forze di opposizione spesso si riunivano con il pretesto di sostenere il dottor Phan Quang Đán, leader del Fronte Democratico. Dopo il fallito colpo di stato del 1960, l’opposizione ha ritenuto praticamente impossibile sopravvivere senza apparire neutrale o apartitica in parlamento. Durante questo periodo, la maggior parte dei parlamentari erano ancora membri del Partito Laburista Rivoluzionario Personalista o individui nominati dal Movimento Rivoluzionario Nazionale. Tuttavia ci sono ancora voci contrarie molto forti, come nel caso del consigliere Tạ Chí Diệp (cugino dello storico Tạ Chí Đại Trường). È membro del Partito Nazionalista Daiviet, un'organizzazione che è stata a lungo nella lista nera di Ngô Đình Nhu. Tạ Chí Diệp imprigionato per diversi mesi e poi giustiziato dalla famiglia Ngô nel 1963, pochi mesi prima del secondo colpo di stato. C'è un punto molto strano, il padre di Diệp è Tạ Chương Phùng (membro del gruppo Caravelle), che una volta era un amico molto intimo di Ngô Đình Diệm quando erano entrambi mandarini sotto la dinastia Nguyễn.
Un altro caso speciale è il Capitano Đỗ Thọ. È una guardia del corpo sempre in servizio accanto al presidente Ngô Đình Diệm, anche l'autore delle Diario di Đỗ Thọ (Nhật ký Đỗ Thọ). Quest'opera è stata scritta dall'autore in prigione, dopo la Rivoluzione del 1 novembre 1963. Gli fu ordinato di essere fucilato da suo zio Đỗ Mậu nel 1964. Questo libro ha ancora la fortuna di raggiungere il pubblico e registra le esperienze dell'autore nel 1962-1963 al palazzo presidenziale. Dopo l'unificazione del Paese da parte dei comunisti, questo libro continuò ad essere ripubblicato sui giornali di sicurezza e fu molto apprezzato per il suo valore storico e per il suo stile.
Infatti, i membri ancora fedeli a la famiglia Ngô continuarono ad operare negli anni successivi. Nel 1969, il Partito dei Lavoratori-Contadini del Vietnam, formato da ex membri del Partito Laburista Rivoluzionario Personalista, fu autorizzato a formarsi per partecipare alla corsa al senato. Questa organizzazione è considerata l'erede del Partito Laburista Rivoluzionario Personalista. Ogni anno organizzano spesso attività commemorative per la Famiglia Ngô, un evento che avrà luogo regolarmente fino agli anni 2020 in Vietnam e negli Stati Uniti, ma non sono supportati dal governo comunista vietnamita.
Durante gli anni ’60 e ’80, tutti i centri di formazione dei quadri dell’Europa orientale tenevano una lezione a settimana per insegnare la catena politica della Prima Repubblica del Vietnam, conosciuta anche semplicemente come il regime della famiglia Ngô. I guadagni e le perdite, così come l’ascesa e la caduta di questo brevissimo periodo, costituiscono esperienze profonde per lo sviluppo di teorie di preservazione dello Stato nel contesto delle fluttuazioni politiche globali.
Dal 1977, dopo la completa unificazione del Vietnam, il modello del "partito di fronte" è stato completamente seguito dal Partito Comunista Vietnamita sotto il Partito Laburista Rivoluzionario Personalista. Nel 1988, dopo che i partiti Democratico e Socialista furono ufficialmente "aboliti" attraverso un decreto insolito, il Partito Comunista del Vietnam divenne l'unico partito politico in Vietnam, sebbene operasse sotto il nome di Parte del Fronte della Patria. Questo meccanismo è la ripetizione della forma della famiglia Ngô con il Partito Laburista Rivoluzionario Personalista.

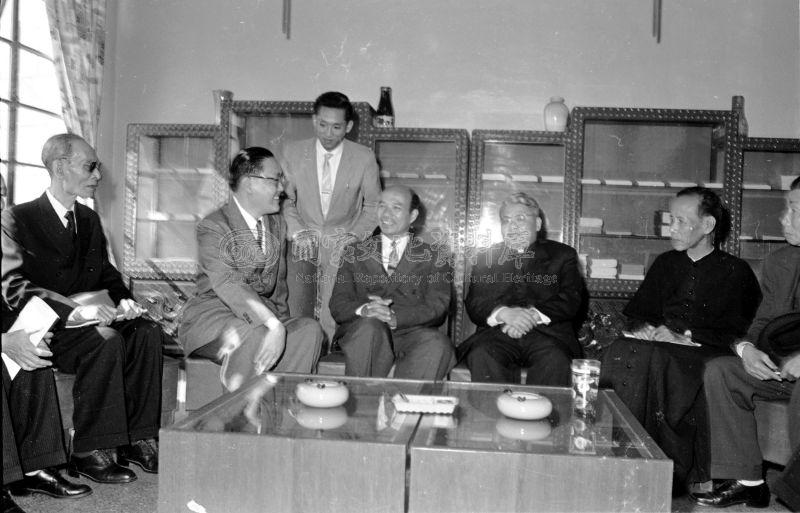
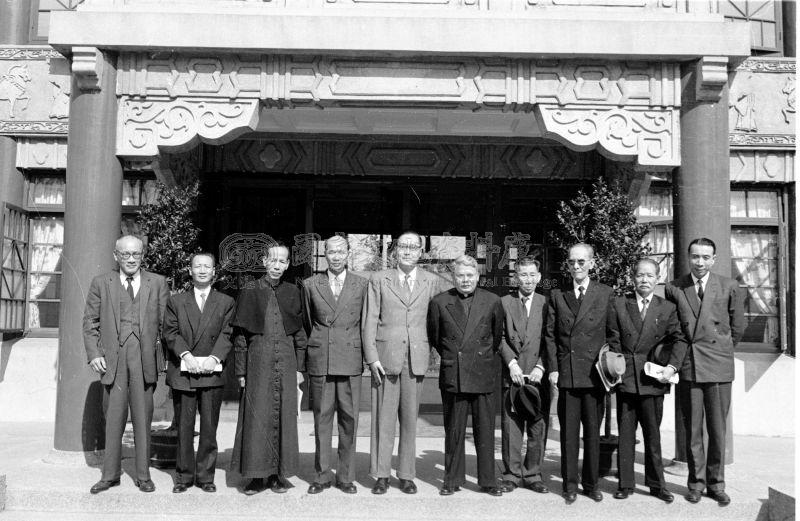
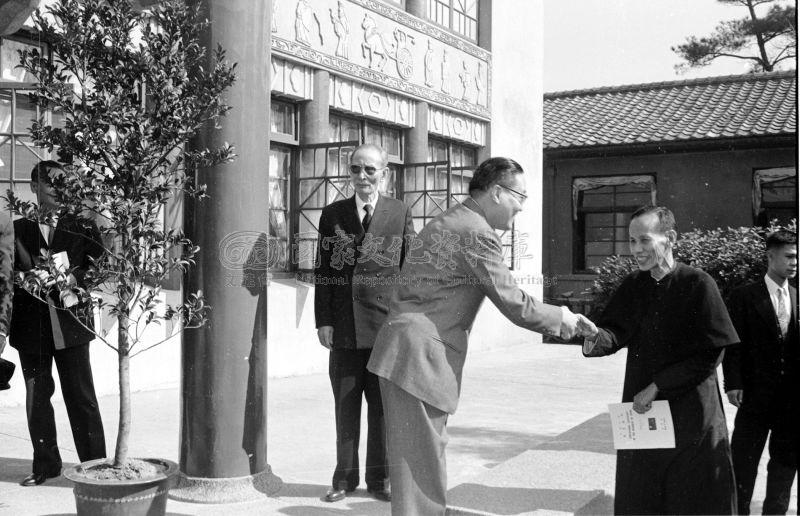
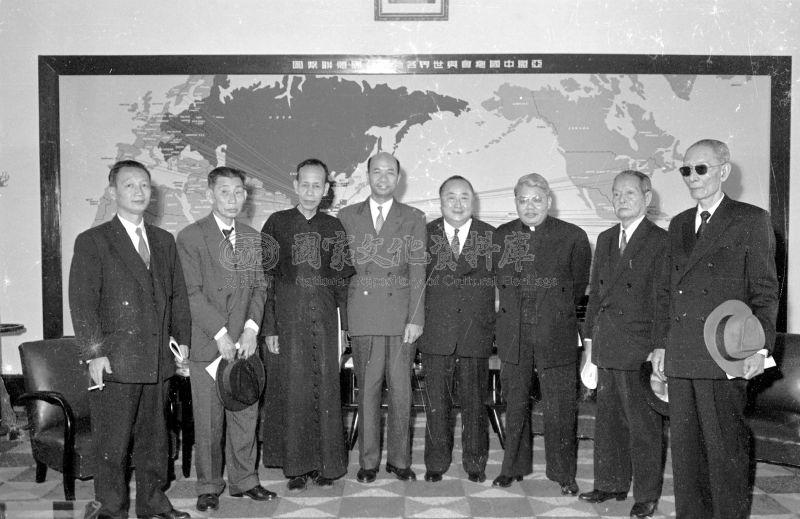
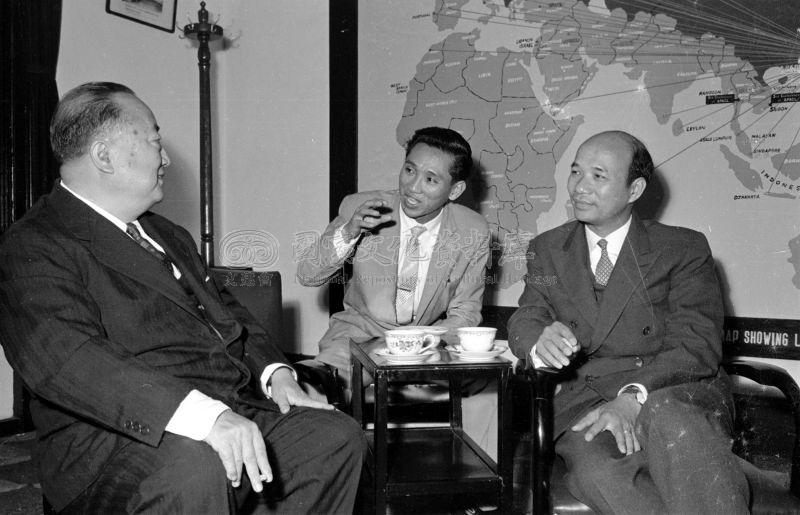
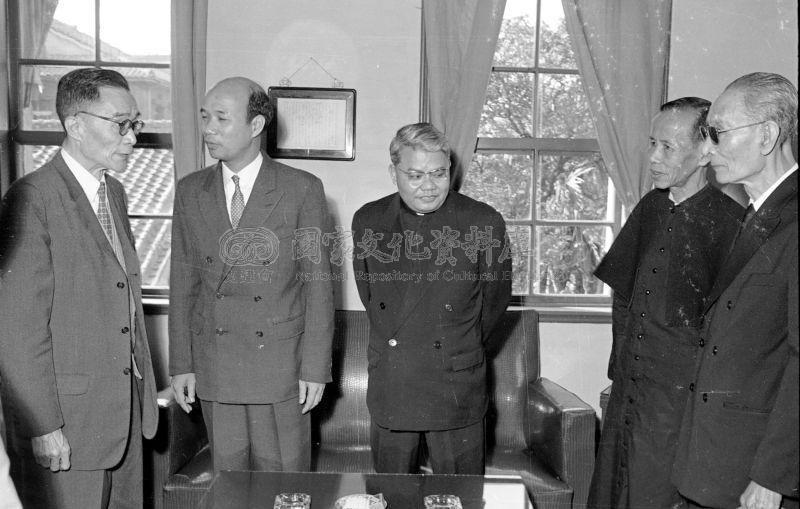
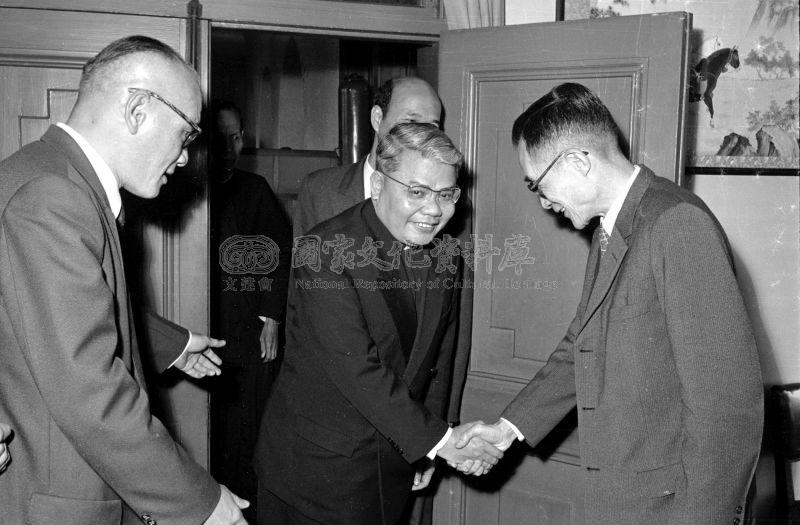

## Ideologia
Durante gli ultimi decenni del XX secolo, l'ideologia principale del Partito Laburista Rivoluzionario Personalista è stata spesso attribuita alla stampa come creata dal consigliere politico Ngô Đình Nhu. Tuttavia, dall'inizio degli anni 2000, quando è stato consentito pubblicare su internet tesi di ricerca sulla politica e la società vietnamite, sono gradualmente apparse le figure reali che compongono questa "ideologia".
Ngô Đình Nhu riunì un gruppo di intellettuali che erano ex membri della Lega per la Restaurazione Nazionale del Vietnam (Việt Nam Phục quốc Đồng minh Hội), un'organizzazione alla quale parteciparono direttamente Ngô Đình Diệm e suo fratello maggiore, Ngô Đình Khôi. Nel 1957, presidente Ngô Đình Diệm organizzò una cerimonia molto solenne per accogliere i resti del principe Cường Để, il leader di questa organizzazione, da portare dal Giappone per la sepoltura permanente a Tây Ninh. Questo è considerato un compromesso del governo del Vietnam del Sud con le forze Cao Đài.
Negli anni Cinquanta, l’ideologia politica del Partito Laburista Rivoluzionario Personalista era solo una generalizzazione delle caratteristiche delle dottrine di Trương Tử Anh (nazionalismo di sopravvivenza) e Lý Đông A (populismo), le teorie erano condivise tra coloro che facevano parte del movimento di liberazione nazionale non comunista ed erano incomplete. Questo gruppo di esperti di progettazione ideologica è chiamato "società accademica" (Học xã).
- Personale e interiore
- Personale e comunità
- Personale e soprannaturale

Tuttavia, il contesto sociale del Vietnam del Sud è la risonanza di due forze cattolicesimo e buddismo. Pertanto, per trovare una soluzione per unificare queste forze sotto una bandiera anticomunista, il presidente Ngô Đình Diệm invitò Kung Te-cheng a visitare Saigon nel 1958, con l’intenzione di prepararsi a stabilire un sistema ideologico di unità nazionale, basato sui principi confuciani. Questa idea non poté realizzarsi quando i comunisti aumentarono i bombardamenti terroristici sulle città e si verificò la crisi buddista.
All'inizio degli anni 2010, il libro "Discussione sulla politica vietnamita" (Chính đề Việt Nam) è stato pubblicato su Internet dall'autore Tùng Phong Lê Văn Đồng, l'assistente di Ngô Đình Nhu. Fu originariamente pubblicato a Saigon nel 1964, ma a causa degli sconvolgimenti politici avvenuti per molti anni nel sud, non fu accolto con favore. La riapparizione di questo libro coincise casualmente con gli sconvolgimenti politici avvenuti in Vietnam all'inizio del XX secolo legati alla Cina, provocando un acceso dibattito tra i giovani vietnamiti. Secondo il commento della BBC Vietnamita, l'ideologia incompiuta del Partito Laburista Rivoluzionario Personalista continua a far riflettere i giovani vietnamiti sullo stato del paese. Dal 2018, il moderno governo del Vietnam ha improvvisamente lanciato una politica comunemente nota come “diplomazia del bambù” (ngoại giao cây tre), che si dice abbia origine anch’essa dall’ideologia della Ngô familia.

Infatti, pur dovendo esistere per un periodo molto breve e in un territorio con molti conflitti politici, il Partito Laburista Rivoluzionario Personalista riuscì con successo a conciliare le rigide visioni sia comuniste che capitaliste, fino a formare una società del Vietnam del Sud, con un elevato welfare come nonché leader dello sviluppo economico in Asia. Secondo le statistiche delle banche americane, prima del 1964 l’economia del Vietnam del Sud era seconda solo a quella del Giappone e della Birmania. Il suo declino sarà causato da guerre e conflitti politici.

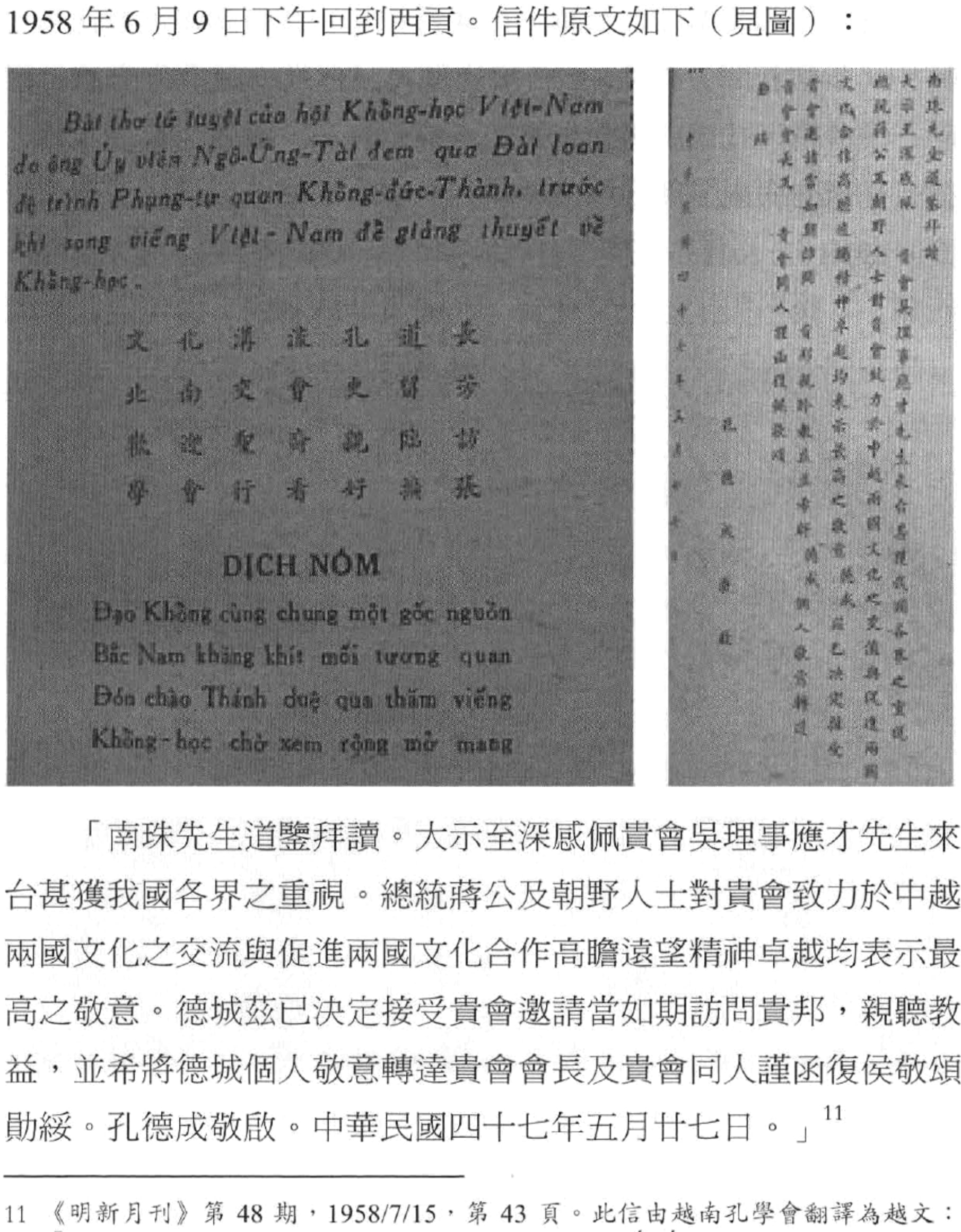
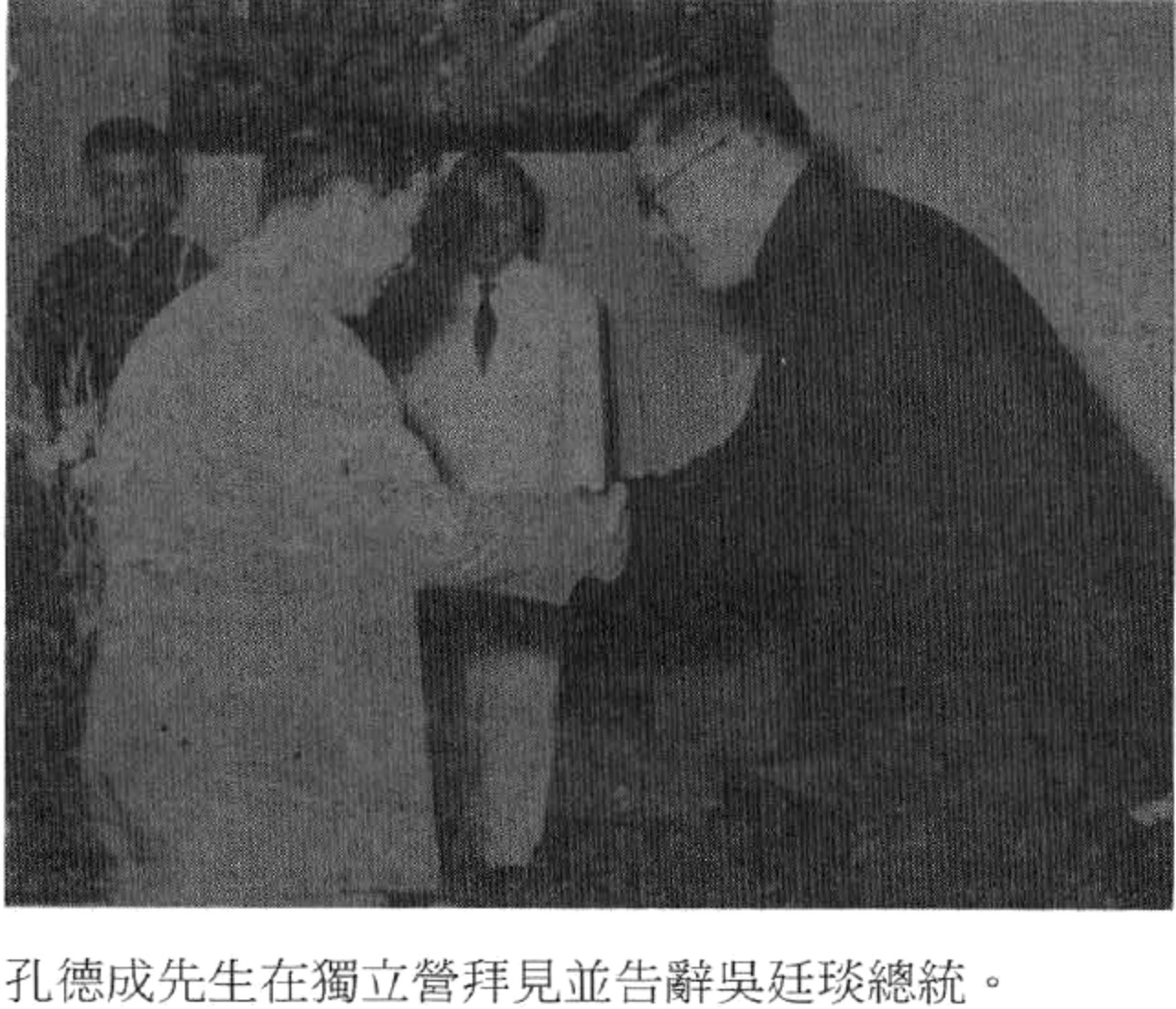
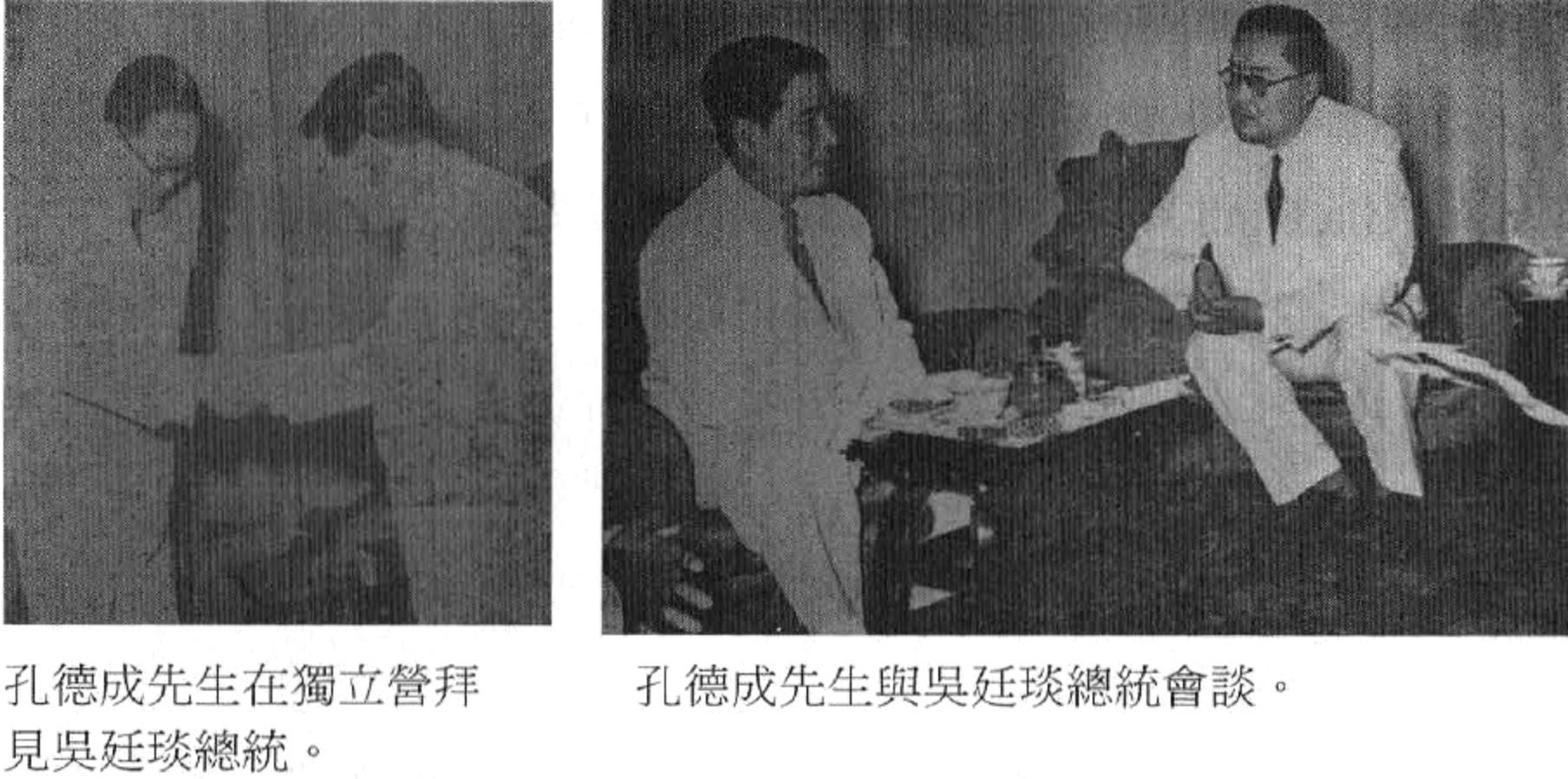
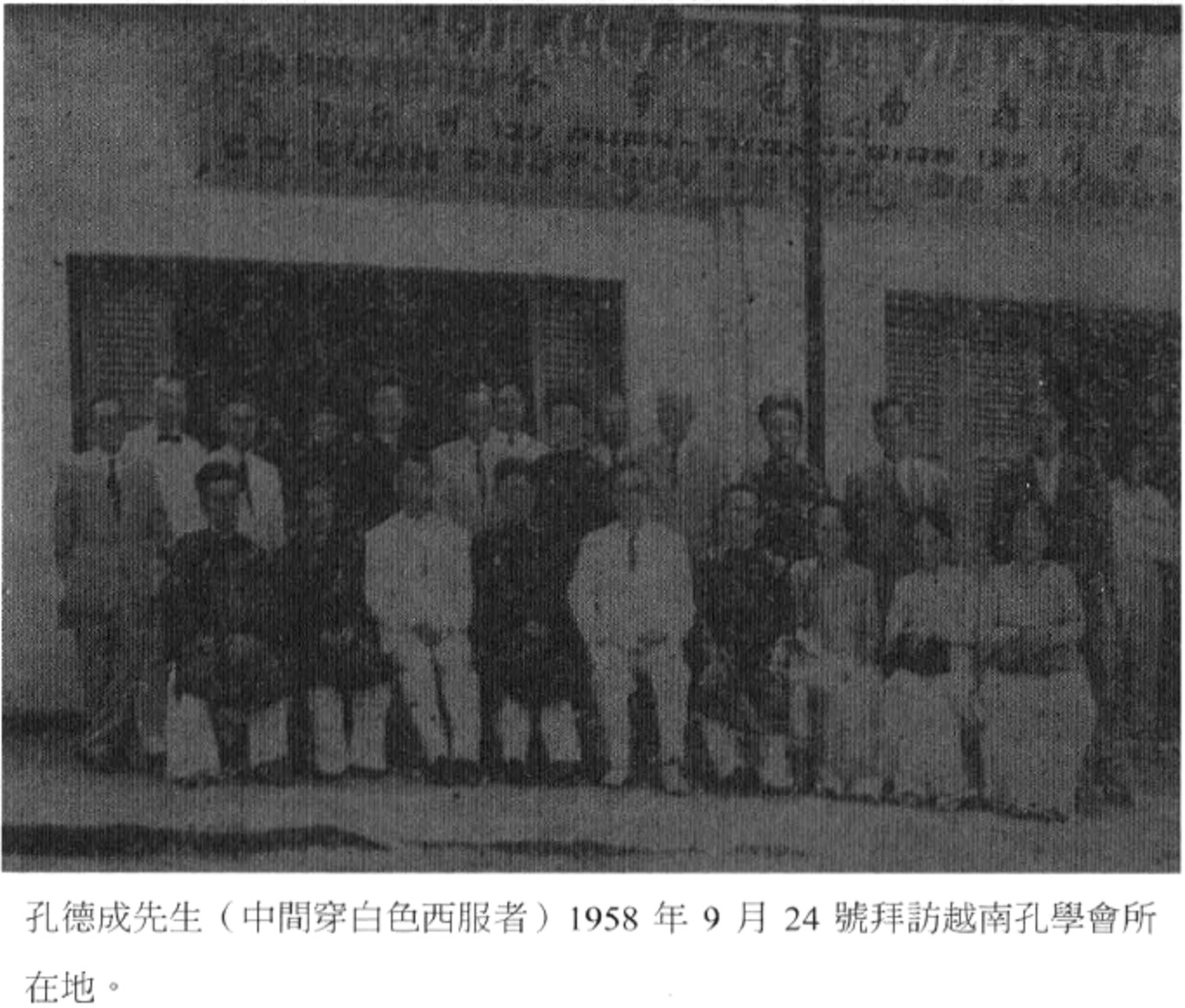
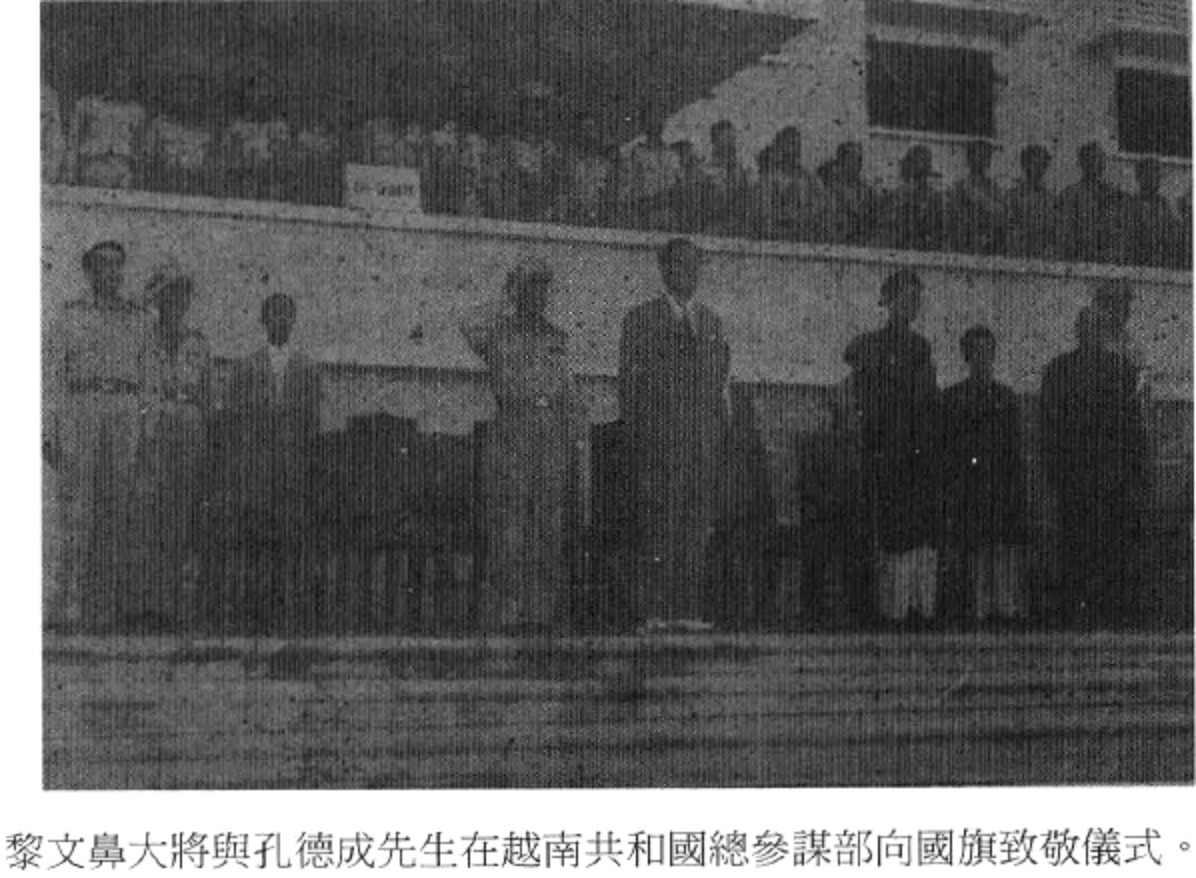
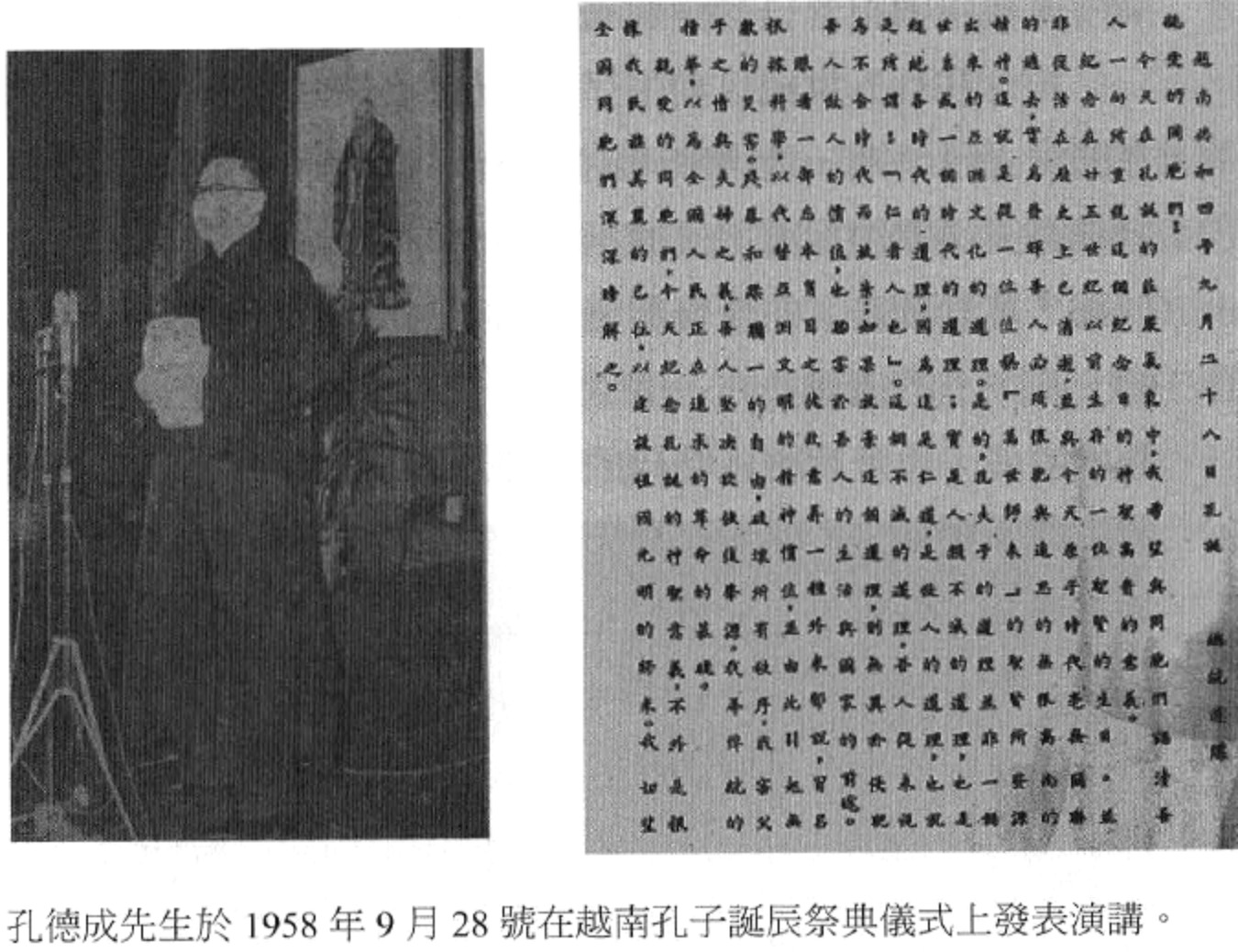

## Struttura
Secondo le memorie di alcuni contemporanei, la bandiera ufficiale del partito era composta da tre stelle rosse su sfondo verde. Tuttavia, questa bandiera viene utilizzata raramente, quindi non esiste un'immagine accurata di essa.
Tuttavia, la bandiera del Movimento Rivoluzionario Nazionale (un'organizzazione periferica) fu usata più frequentemente e influenzò il Fronte Nazionale Socialdemocratico (1969) e il Partito dei Lavoratori-Contadini (1969). Questa organizzazione ha lo motto "Combattere il colonialismo, Eliminare il feudalesimo, Promuovere il personalismo" (Đả thực, bài phong, đề cao nhân vị).
La canzone ufficiale del partito è Popolo rivoluzionario del Vietnam (Nhân dân cách mạng Việt Nam). Oggi viene spesso cantato durante le cerimonie commemorative per la famiglia Ngô negli Stati Uniti. Una versione italiana di questa canzone fu introdotta a Roma nel 1963, secondo Lê Xuân Nhuận.
Inizialmente il portavoce del Partito Laburista Rivoluzionario Personalista era "Socialmente" (Xã hội), un settimanale pubblicato in tre città Saigon, Huế e Cần Thơ. Nel 1955 il Partito Laburista Rivoluzionario Personalista pubblicò "Persone" (Quần chúng) che fu considerato il portavoce del Movimento Rivoluzionario Nazionale. Durante la crisi buddista del 1961-1962, il consigliere Trần Lệ Xuân usò questo giornale per attaccare i monaci. Questo giornale rimase attivo fino al 1975 e fu portavoce del Partito dei Lavoratori-Contadini.
Nel periodo 1953-1956, la sede del Partito Laburista Rivoluzionario Personalista si trovava solo a Saigon e un piccolo ufficio a Biên Hòa, sotto la direzione diretta del consigliere politico Ngô Đình Nhu. Dagli anni successivi, per facilitare lo sviluppo e l'espansione del Movimento Rivoluzionario Nazionale, il Partito Laburista Rivoluzionario Personalista ha tre sedi ufficiali e queste agenzie operano anche in modo relativamente indipendente l'una dall'altra, a volte riceveranno istruzioni speciali da Ngô Đình Nhu.

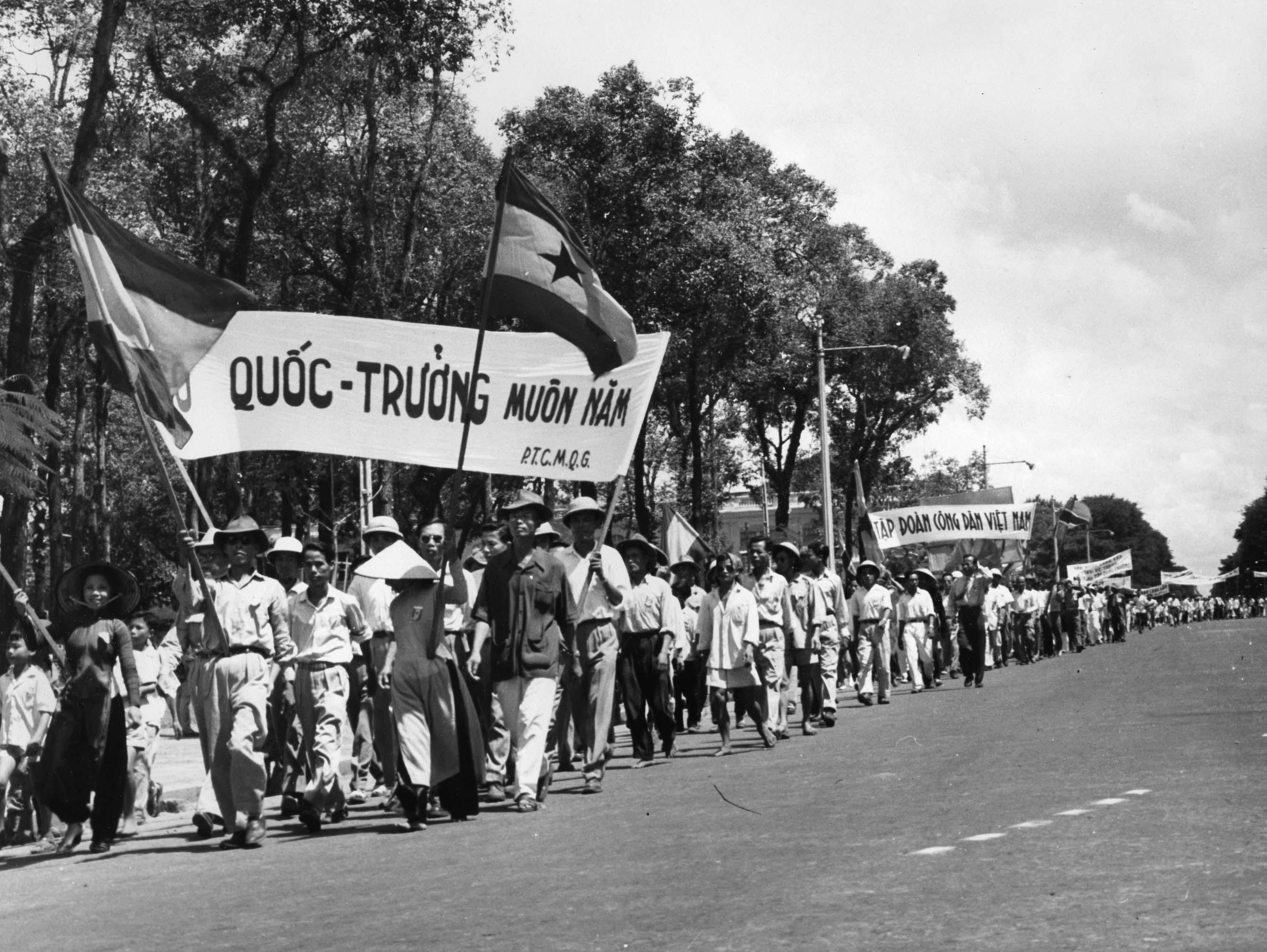
Una marcia del Movimento Rivoluzionario Nazionale nel 1955. Lo striscione recita: Riunione dei cittadini Vietnamiti.

- Huế: Questa agenzia è responsabile di un'area da Phan Thiết fino al 17º parallelo, compresi gli Altopiani Centrali. Il consigliere politico Ngô Đình Cẩn è il leader. Le diede il nome di "Missione speciale della regione centrale" (Đoàn công tác đặc biệt miền Trung) ; in realtà è una combinazione di forze di intelligence, forze di sicurezza segrete e squadre mobili di propaganda. Ngô Đình Cẩn ha assegnato la maggior parte del suo potere gestionale a due persone fidate, Dương Văn Hiếu e Nguyễn Tư Thái - queste due persone avevano entrambe un passato comunista, ma in seguito si dimostrarono molto fedeli alla famiglia Ngô. È spesso considerata l'agenzia più efficace nel garantire la sicurezza e nel controllare i dati demografici.
- Saigon: Questa agenzia è stata inizialmente gestita da Ngô Đình Nhu, ma dal 1960 ha delegato molti poteri decisionali a sua moglie, Trần Lệ Xuân. In realtà l'agenzia era praticamente inattiva e in seguito divenne la sede principale del Movimento Rivoluzionario Nazionale.
- Cần Thơ: Questa agenzia si trova nel Delta del Mekong, abbastanza lontano dal centro e ha pochi sconvolgimenti politici, quindi è dove si svolgono le attività più forti del Partito Laburista Rivoluzionario Personalista. Tuttavia, il lavoro principale dei membri del partito è solo quello di espandere le proprie forze e organizzare campagne di soccorso per i poveri.

Inoltre, c'erano altre due sedi che esistevano solo nel 1953-1954, Hanoi e Hải Phòng, ma a causa della divisione del paese nel 1954, queste due agenzie furono presto abbandonate.
- Partito Laburista Rivoluzionario Personalista: Organizzazione dirigenziale
- Partito Nazionalista Vietnamita: Nel 1960 fu espulso poco dopo l'affare Caravelle
- Partito Rivoluzionario Populista Daiviet
- Partito Socialista Democratico Vietnamita, Setta della Svastica: Setta della Tristar è considerata illegale
- Unione Generale del Lavoro del Vietnam
- Federazione Nazionale dei Dipendenti Pubblici Rivoluzionari
- Movimento di Solidarietà delle Donne
- Unione Giovanile Repubblicana
- Unione Giovanile Femminile Repubblicana
- Unione Nazionale Rivoluzionaria dei Bambini
- Club PEN del Vietnam
- Movimento Popolare Unito
- Associazione Nazionale dei Veterani della Salvezza
- Unione Giovanile Milizie

Emblema del Movimento Rivoluzionario Nazionale
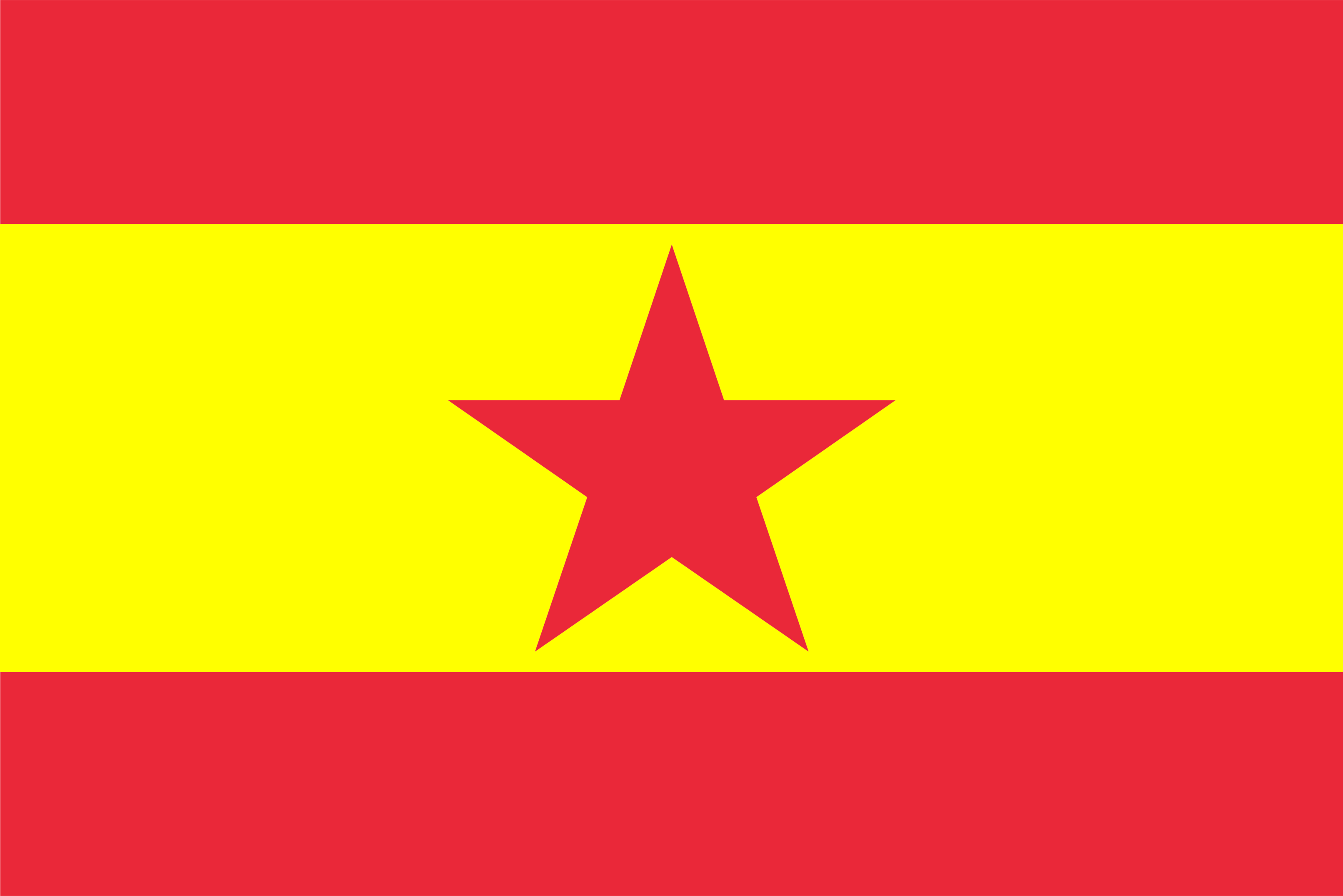
Bandiera del Movimento Rivoluzionario Nazionale
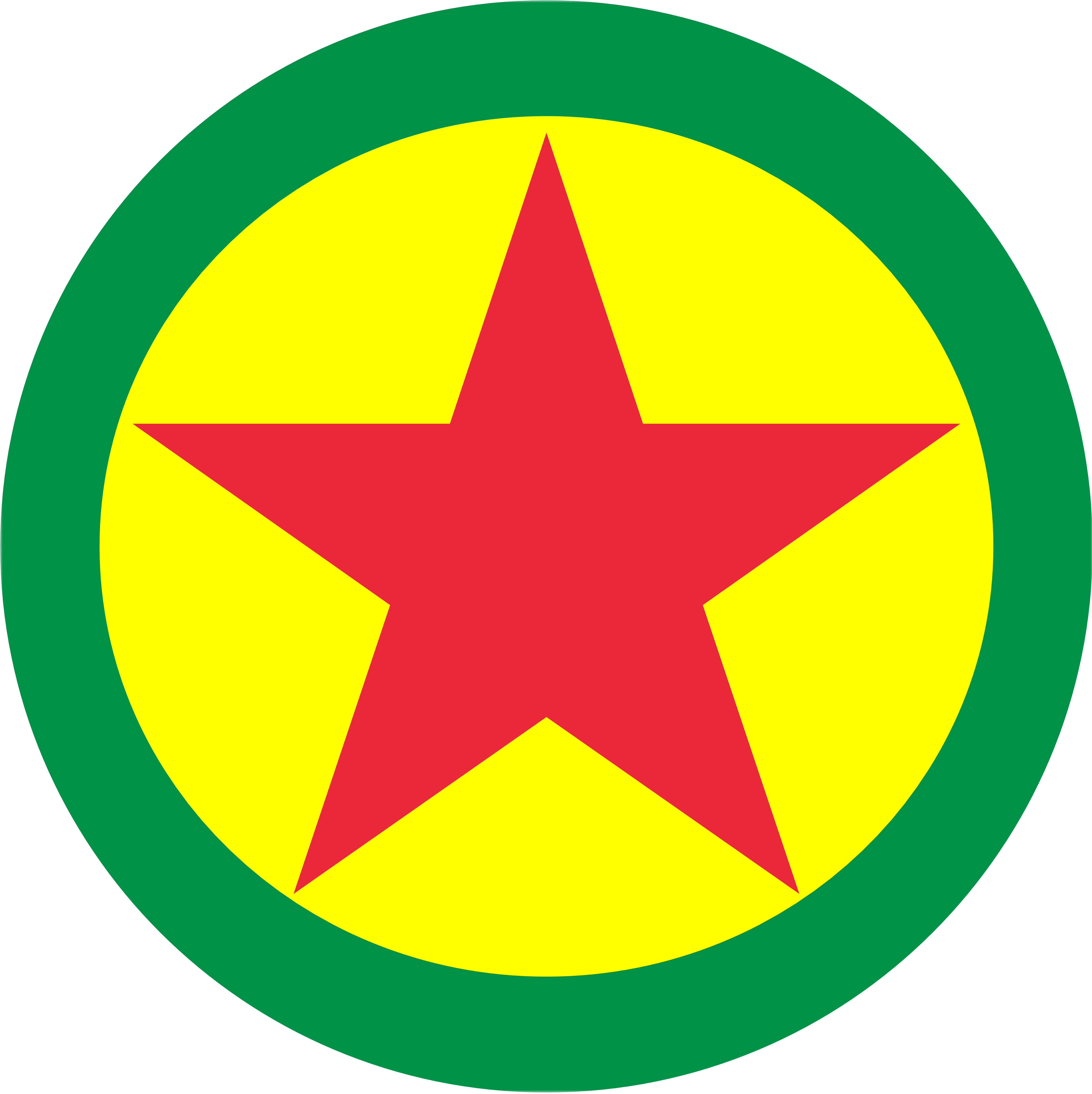
Federazione nazionale dei dipendenti pubblici rivoluzionari
Movimento di solidarietà delle donne
Unione giovanile femminile repubblicana
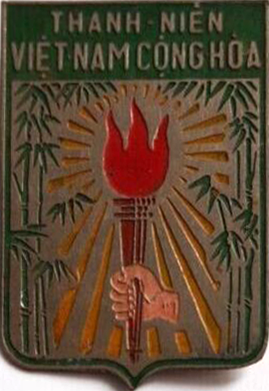
Unione giovanile repubblicana
Club PEN del Vietnam
- Libro dei manifesti
- Libro di idee